# 樟城镇
樟城镇是中华人民共和国福建省福州市永泰县下辖的一个镇，为永泰县政府所在地，是永泰县政治、经济、文化中心。区域面积5.04平方千米。

## 行政区划
樟城镇共辖7个社区和1个行政村：
南门社区、登高社区、沙浮社区、杨梅社区、北门社区、吉祥社区、樟树坂社区和城关村。